# Escopeta Sjögren
La escopeta inercial Sjögren fue una escopeta semiautomática de calibre 12 diseñada por el inventor sueco Carl Axel Theodor Sjögren, fabricada inicialmente por AB Svenska Vapen-och Ammunitionsfabriken en Suecia y luego por Håndvåbenværkstederne Kjöbenhavn en Dinamarca. Utilizaba un mecanismo inercial novedoso hasta el momento, que luego fue revivido por la firma italiana Benelli Armi y hoy en día se usa ampliamente en escopetas.

## Historia
La escopeta Sjögren comenzó su producción en Estocolmo, Suecia en 1900, pero la fabricación fue trasladada a Dinamarca en 1905. En la fábrica de Copenhague se produjeron 5 000 unidades hasta que cesó su producción en 1909.
Tuvo un servicio muy limitado en la Primera Guerra Mundial por parte de los Aliados y los Potencias Centrales, y el servicio con otros ejércitos y grupos de resistencia del período de entreguerras y la Segunda Guerra Mundial. También se fabricó un pequeño número de fusiles militares semiautomáticos en calibre 7,63 mm basados en el Mauser sueco con el sistema Sjögren, alimentado con cargador interno de cinco cartuchos, que fueron probados por compradores potenciales, pero no encontraron mercado.